# Peregrine Bertie (3e duc d'Ancaster et Kesteven)
Peregrine Bertie, 3e duc d'Ancaster et Kesteven (1714-12 août 1778), titré Lord Willoughby Eresby de 1715 à 1723 et marquis de Lindsey de 1735 à 1742, est le fils de Peregrine Bertie (2e duc d'Ancaster et Kesteven).

## Biographie

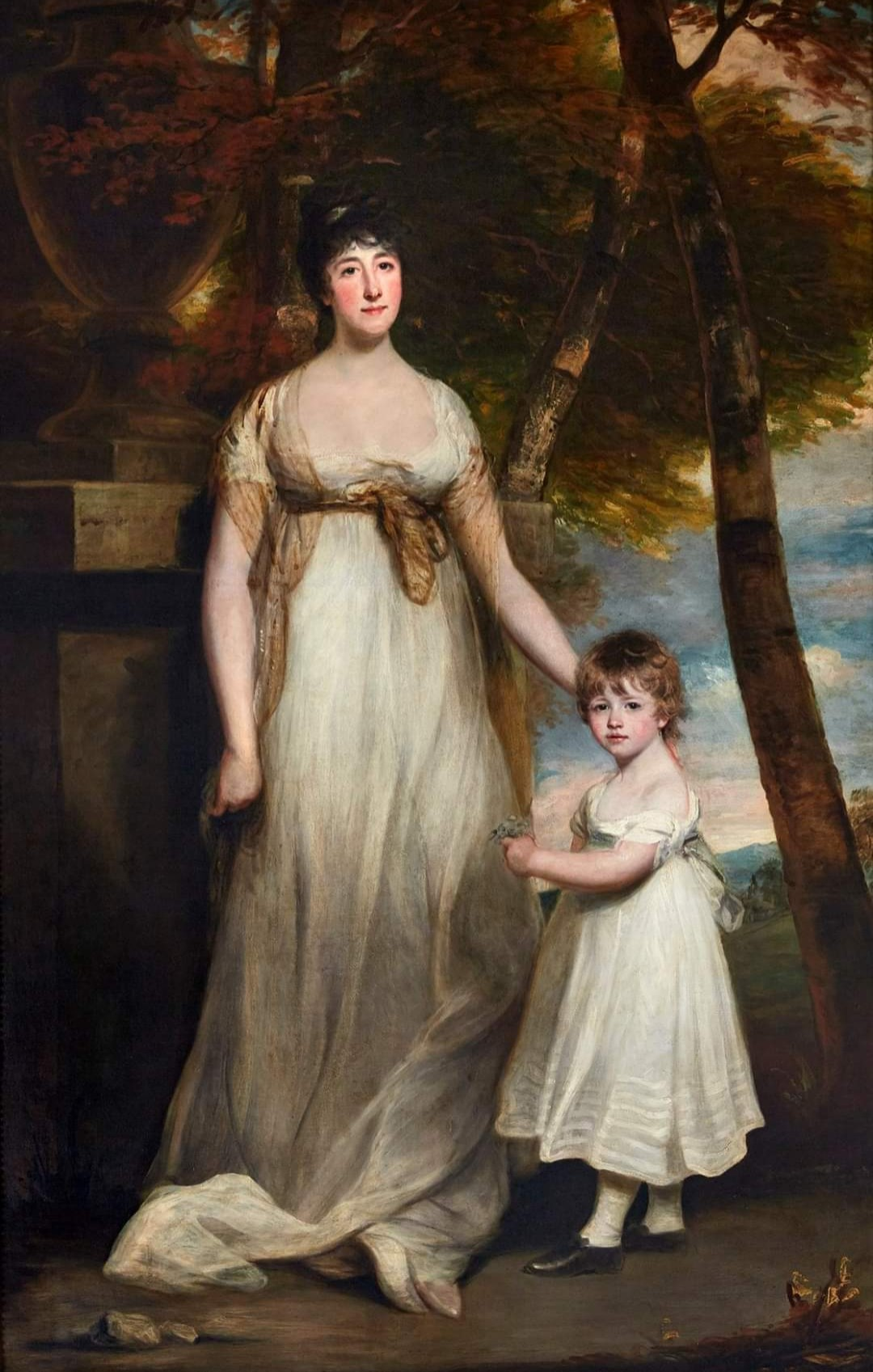
Lady Cholmondeley et son fils William Henry Hugh Cholmondeley, 3e marquis de Cholmondeley (1805), par Charles Turner

Il épouse Elizabeth Blundell (morte en 1743), le 22 mai 1735. Il se remarie avec Marie Panton, le 27 novembre 1750. Ils ont six enfants:
- Marie Catherine Bertie (14 avril 1754 – 12 avril 1767)
- Peregrine Thomas Bertie, marquis de Lindsey (21 mai 1755 – 12 décembre 1758)
- un fils (né et mort le 14 septembre 1759)
- Robert Bertie (4e duc d'Ancaster et Kesteven) (1756-1779)
- Priscilla Bertie, baronne de Willoughby Eresby (16 février 1761 – 29 décembre 1828)
- Georgina Charlotte Bertie (en) (7 août 1761 – 1838), épouse de George Cholmondeley (1er marquis de Cholmondeley).

À la mort de son père en 1742, il lui succède comme duc et en tant que Lord-grand-chambellan et Lord Lieutenant du Lincolnshire, et est nommé au Conseil Privé.
Il obtient le grade de Major général le 19 janvier 1755, Lieutenant général le 3 février 1759 et de Général le 25 mai 1772.